# Scopula californiaria
Scopula californiaria är en fjärilsart som beskrevs av Alpheus Spring Packard 1871. Scopula californiaria ingår i släktet Scopula och familjen mätare. Inga underarter finns listade.